# Loi anti-jésuite
Lire en ligne

(de) Texte historique

La loi anti-jésuite, ou plus littéralement loi jésuite (Jesuitengesetz en allemand) du 4 juillet 1872 interdit la présence d'établissements jésuites sur le sol de l'Empire allemand. Elle fait partie de la politique anti-catholique allemande de l'époque dite Kulturkampf.

## Contenu et conséquence
La loi anti-jésuites prend place dans une série de lois dirigées contre les catholiques, elle fait suite: au paragraphe de la chaire et à loi sur l’inspection des écoles et est suivie par les lois de mai ou la loi de la corbeille de pain entre autres.
Elle vise à lutter contre les jésuites, vus comme meneurs des ultramontains contre lesquels le chancelier impérial allemand Otto von Bismarck combat activement. Ces derniers considèrent en effet l'autorité du pape comme suprême, contestant l'absolutisme de l'État fédéral allemand. L'Association protestante allemande et l'Église vieille-catholique viennent alors de mener une campagne dans l'opinion publique contre l'ordre religieux afin d'obtenir cette loi. La majorité libérale au parlement allemand durcit les termes de la proposition de loi présentée par le Bundesrat et donc indirectement par le chancelier. Le 4 juillet la loi est promulguée. Elle interdit l'ordre jésuite et ceux liés, leurs établissements sur le sol allemand, autorise le gouvernement allemand à prononcer une interdiction de séjour contre les membres de l'ordre pris de manière individuelle ainsi qu'à expulser ses membres étrangers du pays.
Il faut noter que comme les autres lois du Kulturkampf, la loi anti-jésuite nécessite la ratification des États fédérés avant d'entrer en vigueur. C'est avec le paragraphe de la chaire, la loi la moins ratifiée.
Bien que la loi soit soutenue et portée par de nombreux hommes politiques libéraux, certains d'entre eux s'y oppose lors du vote du 19 juin 1872 : comme les membres du parti national-libéral Otto Bähr (de), Ludwig Bamberger et Eduard Lasker ou les progressistes Franz Duncker, Moritz Wiggers, Franz Wigard, Julius Dickert (de), Edward Banks (de), Ludwig Joseph Gerstner (de), Adolf Hermann Wilhelm Hagen (de), August Ludwig Hausmann (de), Carl Herz (de), Moritz Klotz (de), Julius von Kirchmann et Wilhelm Schaffrath (de). Ceux-ci rejettent la loi car elle a selon eux un caractère martial, est contraire aux droits fondamentaux et est discriminatoire. D'autres libéraux s'abstiennent comme les progressistes Franz Ziegler, Albert Hänel, Eugen Richter ou le national-libéral Karl Biedermann qui s'est exprimé contre au pupitre. La loi est cependant votée par une large majorité des nationaux-libéraux et la plupart des progressistes.
La loi reste en vigueur après la fin du Kulturkampf dans les années 1880. Par la suite le parti des catholiques qu'est le Zentrum ainsi que d'autres organisations réclament en vain l'abrogation de la loi. Paradoxalement, son maintien en place permet de consolider l'unité du milieu catholique.
Ce n'est finalement qu'en 1904 que la loi est assouplie. Elle est finalement révoquée en 1917. Elle sert de monnaie d'échange avec le Zentrum à un moment où le gouvernement a un besoin impératif de son soutien.

## Citations
1. ↑  « Kanzelparagraph ».
2. ↑  « Schulaufsichtsgesetz ».
3. ↑  « Maigesetze ».
4. ↑  « Brotkorbgesetz ».
5. ↑  « Deutscher Protestantenverein ».